# Listă de companii din Ucraina
Aceasta este o listă de companii din Ucraina:
- KGOKOR, combinat siderurgic
- Ferrexpo Poltava Mining, cel mai mare producător de oțel din Ucraina [1]